# Bento Daswa
O Bem-aventurado Bento Daswa (16 de junho de 1946 - 2 de fevereiro de 1990), nascido Tshimangadzo Samuel Daswa, era um professor e diretor sul-africano. Ele recebeu o nome de "Samuel" por seus pais quando ele começou a frequentar a escola e assumiu o nome de "Bento" após sua conversão. Uma turba local o assassinou depois que ele se recusou a pagar um imposto destinado a evitar raios. Ele foi visto como um mártir após sua morte e seu martírio foi confirmado em 2015, abrindo caminho para sua beatificação.
Foi beatificado no Limpopo a 13 de setembro de 2015. O Cardeal Angelo Amato - em nome do Papa Francisco - presidiu a Missa de beatificação.

## Biografia
Bento Daswa nasceu como Tshimangadzo Samuel Daswa em 16 de junho de 1946 na África do Sul e era um membro do povo Lemba. Ele é o primeiro filho de Tshililo Petrus Daswa (Bakali) e Thidziambi Ida Daswa (Gundula). Esta tribo seguia os rituais e leis judaicas. Daswa tinha três irmãos mais novos e uma irmã: Thanyani Mackson, Muvhulawa Calson, Thinavhuyo Mavis e Humbulani Innocent. Daswa trabalhou como pastor antes de frequentar a escola, que começou na Vondwe Primary School em 1957, que foi seguida pela escola secundária na Mphaphuli High School. Após a morte acidental de seu pai, coube a ele sustentar seus irmãos e fez isso pagando por sua educação enquanto estava no mercado de trabalho. No mercado de trabalho, ele ajudava a pagar a educação dos irmãos e constantemente os incentivava a ter orgulho de seus estudos.
Daswa foi exposto ao catolicismo romano por meio de um amigo que conheceu em Joanesburgo, quando morava com um tio lá. Ele aprendeu sobre a fé católica e catecismo todos os domingos com Bento Risimati. Após dois anos de instrução, Daswa foi batizado em 21 de abril de 1963 pelo Padre Augustine O'Brien, MSC. Recebeu o nome de "Bento" por se inspirar em São Bento de Núrsia, selecionando também como lema de vida "Ora et labora" (rezar e trabalhar). Ele foi crismado pelo Abade Bispo F. Clemens van Hoek, OSB três meses depois, em 21 de julho de 1963.
A partir de então, Daswa se tornou um membro muito ativo em sua Paróquia, uma comunidade que estava sob responsabilidade dos Missionários do Sagrado Coração. Nessa mesma época, Bento Daswa foi para Venda Teacher Training College afim de se licenciar como professor primário. Ele serviu como professor e catequista enquanto trabalhava com adolescentes e ajudava famílias em dificuldades econômicas. Daswa era uma pessoa muito respeitada em sua comunidade local e tornou-se conhecido por sua honestidade, veracidade e integridade, até mesmo conhecido por buscar alunos que decidiram faltar à escola. Daswa mais tarde ajudou a construir a primeira igreja em sua área e mais tarde se tornou o diretor da escola em que lecionou em 1º de janeiro de 1979 na Escola Primária Nweli. Certa vez, ele convenceu um pai que queria casar sua filha com um homem mais velho a permitir que a menina completasse sua educação.
Daswa casou-se com Shadi Eveline Monyai (n. 2008), uma jovem luterana. Entretanto, passados seis anos, sua esposa tornou-se católica, e, finalmente tiveram uma celebração de casamento na Igreja Católica, presidida pelo padre Patrick O’Connor, MSC, que se tornou amigo e diretor espiritual do casal. O casal teve um total de oito filhos, incluindo Lufuno (n. 1977) que era o mais velho, Benedicta (n. 1990), Helen e Faith. Ele ajudava a esposa nas tarefas domésticas, algo inédito em sua região naquela época, e ele valorizava sua família a ponto de realizar o Daswa Family Days a cada 16 de dezembro, onde os presentes eram trocados e uma refeição realizada. Para sua família, ele construiu pessoalmente sua casa de tijolos. Daswa também fundou um time de futebol chamado Mbahe Eleven Computers e deixou esse time quando os membros queriam usar " muti " (remédio) para ganhar jogos. Ele começou uma nova equipe, Mbahe Freedom Rebels. Ele era um membro ativo de sua comunidade, servindo como secretário do conselho tradicional local; o chefe local valorizou seu conselho.
Em novembro de 1989, fortes chuvas e relâmpagos assolaram a área. Quando sua aldeia sofreu fortes tempestades novamente em janeiro de 1990, os anciãos decidiram que o raio ocorreu devido à magia e, portanto, exigiram um imposto de todos os residentes para pagar por um sangoma para "farejar" a bruxa que causou as tempestades. Recusando-se a acreditar nisso, Daswa disse que eles eram apenas um fenômeno natural e se recusou a pagar o imposto.
Em 2 de fevereiro de 1990, Daswa levou sua cunhada e seu filho doente a um médico em Thohoyandou e, no caminho, pegou um homem que pediu sua ajuda para levar um saco de farinha de milho para sua casa em uma cidade próxima a Mbahe. Por volta das 19h30, ele voltou para Mbahe, onde deixou sua cunhada e filho perto de sua casa. Ele disse à filha que voltaria logo depois de levar o passageiro para a próxima aldeia.
Voltando para casa, encontrou seu caminho bloqueado por árvores caídas e, ao tentar limpar a estrada, foi emboscado por uma multidão de jovens. Sangrando por apedrejamento, ele deixou o carro danificado e correu para pedir ajuda a uma cabana feminina. No entanto, a mulher revelou onde ele estava quando a multidão ameaçou matá-la se ela não obedecesse. Como resultado disso, ele foi espancado e golpeado na cabeça. Água fervente foi derramada sobre ele em seus ouvidos e narinas depois que ele foi atacado para garantir que ele estava morto. Suas palavras finais foram: "Deus, nas tuas mãos recebe o meu espírito". A mulher da cabana informou ao irmão de Daswa o que havia acontecido e este último permaneceu com seu irmão morto durante a noite.

### Post-mortem
O funeral ocorreu no sábado, 10 de fevereiro de 1990. O cortejo fúnebre começou na casa de Daswa e depois prosseguiu para a Igreja Nweli. Os celebrantes usavam vestes vermelhas para indicar sua crença de que Daswa morreu nas mãos de seus agressores por ódio à sua fé.
A mãe de Daswa mais tarde se converteu ao catolicismo romano e economizou sua pensão para comprar uma lápide para seu filho assassinado. Isso foi revelado após uma missa especial em 26 de novembro de 2000. Os restos mortais de Daswa foram posteriormente transferidos para a Igreja Nweli em 24 de agosto de 2015.

## Beatificação
A causa de beatificação começou em 10 de junho de 2008 em nível diocesano em Tzaneen, que terminou em 2009 com o início da "Fase Romana". A causa teve de ser ratificada para garantir que o processo era válido e cumpria as suas funções conforme exigido e isso ocorreu em Roma em 5 de novembro de 2010. A abertura da causa concedeu-lhe o título de Servo de Deus. O postulador designado foi o Padre Jean-Louis Chassem, MSC. A Positio - documentando sua vida e evidências que sugerem que ele foi morto por sua fé - foi submetida à Congregação para as Causas dos Santos em 2013.  
O Papa Francisco aprovou um decreto que reconheceu seu martírio em 22 de janeiro de 2015, que permitiu sua beatificação. Uma possível data para a beatificação, conforme declarado pelo arcebispo de Pretória William M. Slattery, era outubro de 2015 e ainda em 1º de novembro.
A beatificação foi celebrada pelo Cardeal Angelo Amato em Limpopo em 13 de setembro de 2015; a data de beatificação foi confirmada em março de 2015. Estavam presentes na celebração a mãe e os filhos de Daswa, bem como o Padre Augustine O'Brien, MSC, que o batizou. Aproximadamente 30.000 pessoas compareceram à beatificação.

## 30º aniversário do martírio
No dia 1º de fevereiro de 2020, milhares de pessoas se reuniram no Santuário Bento Daswa em Tshitanini para testemunhar a celebração do 30º aniversário do martírio do Bem-aventurado Bento Daswa. Sua Eminência o Cardeal Wilfrid Napier foi o celebrante principal, assistido pelo Bispo João Rodrigues e pelo Bispo Emérito Hugh Slattery da Diocese de Tzaneen. O Cardeal baseou a sua homilia no Evangelho da época: «a menos que um grão de trigo caia no chão e morra, fica só, mas se morre produz muito mais sementes como ele próprio».

### Exumação
Os restos mortais de Daswa foram exumados de sua sepultura em 24 de agosto de 2015 na presença da polícia, uma enfermeira e um médico. A exumação demorou mais de quatro horas devido ao enterro seguro com várias camadas de cimento espesso entre camadas de solo; o caixão de aço estava em boas condições. A pedido da família, seus restos mortais foram levados para o túmulo de sua esposa e o caixão foi aberto para revelar os restos mortais de Daswa intactos. A família desejava que os restos mortais fossem deixados intactos no caixão original para serem reintegrados, que foi limpo e coberto com um material branco e um pano tradicional venda colorido. Um documento para testemunhar a exumação foi colocado no caixão. Seus restos mortais foram transferidos para um túmulo em uma igreja em Mbahe e um dedo do pé e uma peça da roupa que ele usava foram removidos e enviados para serem usados como relíquias.

## Lista de dignitários presentes
Vários dignitários estiveram presentes na cerimônia de beatificação como representantes oficiais.
| País                          | Título                                     | Dignitário        |
| ----------------------------- | ------------------------------------------ | ----------------- |
| ligação=\|borda África do Sul | Vice-presidente                            | Cyril Ramaphosa   |
| ligação=\|borda África do Sul | Ministro de Assuntos Hídricos e Saneamento | Nomvula Mokonyane |
| ligação=\|borda África do Sul | Ministro dos transportes                   | Dipuo Peters      |